# San Leonardo de Siete Fuentes

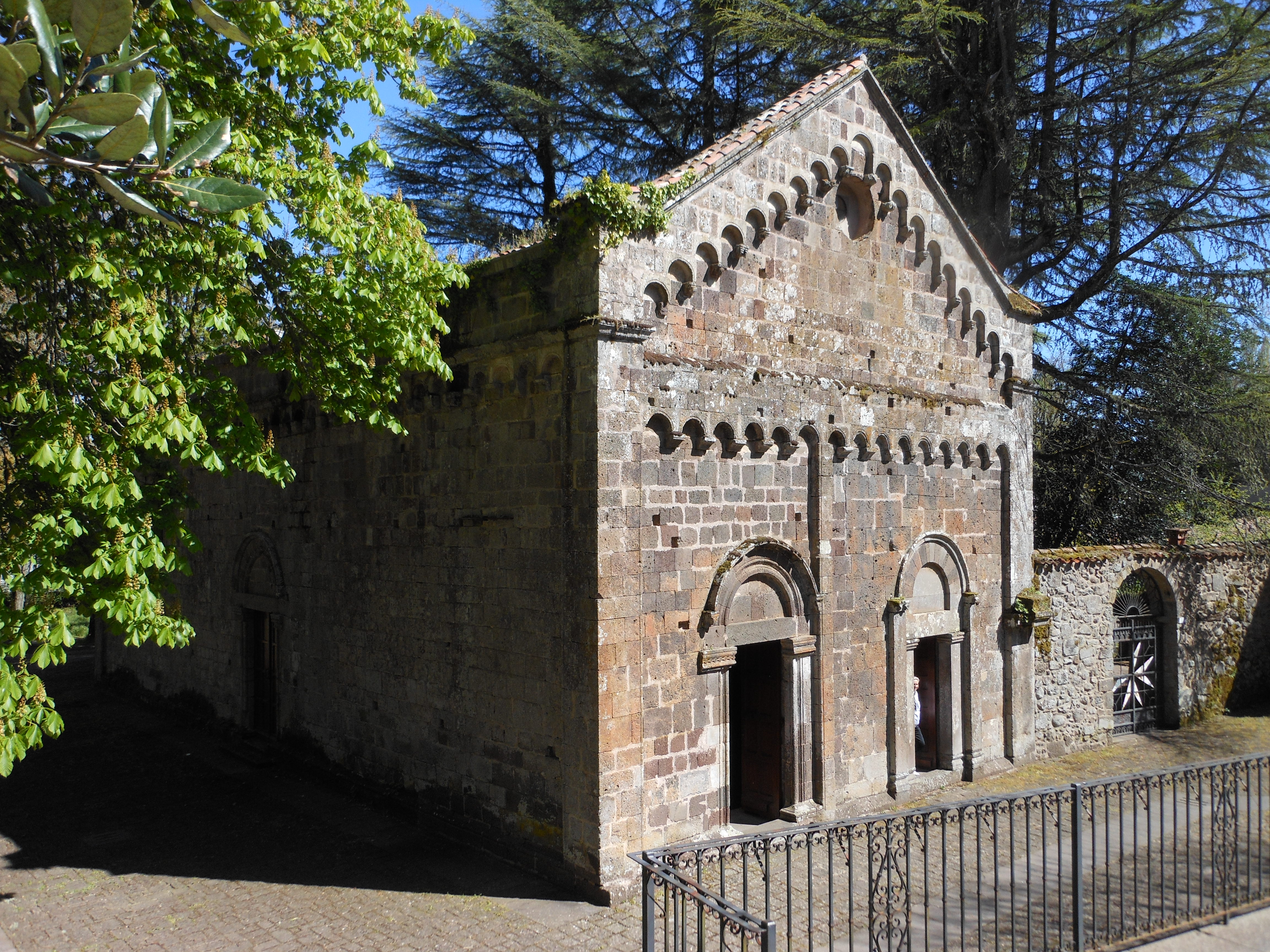
San Leonardo di Siete Fuentes

San Leonardo de Siete Fuentes ist eine ursprünglich romanische Kirche im gleichnamigen Dorf bei Santu Lussurgiu in der Provinz Oristano auf Sardinien.  
Unter uralten, knorrig-verwachsenen Steineichen und Pappeln liegt San Leonardo, eine romanische Kirche aus dem 12. Jahrhundert. Das fast fensterlose Äußere besteht aus moosbewachsenem, porösem Trachyt, rundum laufen Portalbögen und ein Schmuckfries. Das Innere ist düster, schmucklos und besitzt Bögen sowie eine Holzdecke. Die Kirche wurde später gotisch umgebaut und im 13. Jahrhundert durch ein Klosterhospital des Jerusalem-Ordens der Johanniter ergänzt. 
Nur einige wenige Häuser und gepflegte Villen stehen um die Kirche im dichten Laubwald an den Hängen des Vulkankegels Monte Ferru. Aus Siete Fuentes (Sieben Quellen) sprudelt Mineralwasser. An der Straße werden Wasserkanister zum Abfüllen des wertvollen Nass verkauft, dem Heilwirkung nachgesagt wird. Eine große Mineralwasserfabrik hat sich hier niedergelassen. Im Juni wird in San Leonardo die bedeutendste Pferdeschau der Insel abgehalten.